# Pantxoa eta Peio
Pantxoa eta Peio o simplemente Pantxo eta Peio fue un grupo musical procedente del País Vasco francés, formado por Pantxoa Carrere (Azkaine, 1948) y Peio Ospital (Ezpeleta, 1948), conocido por sus canciones basadas en los versos de Telesforo Monzón. Destaca especialmente por sus críticas al franquismo y sus cantos a favor del nacionalismo vasco.
Entre sus canciones más características se encuentran:
- Aita kartzelan duzu
- Askatasuna
- Bai euskarari
- Batasuna
- Azken dantza
- Urtxintxak
- Monzoni bertsoak
- Ikastoletako ereserkia
- Itziarren semea
- Kanta aberria
- Lepoan hartu ta segi aurrera
- Lerro-lerro
- Nigarra begian
- Presoaren eskutitza
- Sinesten dut
- Txikia

- Datos: Q3326739